# Tadeusz Pawlus
Tadeusz Kazimierz Pawlus (ur. 5 grudnia 1957 w Dębicy, zm. 26 grudnia 2015 w Janowie Lubelskim) – polski lekarz, poseł na Sejm III kadencji.

## Życiorys
Syn Tadeusza i Jadwigi. W 1982 ukończył studia na Wydziale Lekarskim Akademii Medycznej w Krakowie. Zawodowo do czasu swojej śmierci w 2015 związany ze szpitalem w Janowie Lubelskim, przekształconym następnie w samodzielny publiczny zakład opieki zdrowotnej. Był także kierownikiem lokalnego pogotowia ratunkowego.
W wyborach w 1997 z listy Akcji Wyborczej Solidarność uzyskał mandat posła na Sejm III kadencji w okręgu tarnobrzeskim. Należał do Porozumienia Centrum, na listę wyborczą rekomendowało go Janowskie Stowarzyszenie Uwłaszczeniowe. Od 1999 działał w Porozumieniu Polskich Chrześcijańskich Demokratów. W 2001 nie ubiegał się o reelekcję.
Pochowany na cmentarzu w Pilźnie.